# Jatropha nana
Espèce
Statut de conservation UICN

 VU B2ab(iii,v) : Vulnérable
Synonymes
- Jatropha nana bengalensis C.H.Rahaman & S.Mondal[2]

Jatropha nana est une espèce de plantes à fleurs de la famille des Euphorbiacées endémique d'Inde.

## Répartition et habitat
Cette espèce est présente uniquement dans les états du Bihar, du Jharkhand, du Maharashtra et du Bengale-Occidental. Elle pousse dans les formations arbustives sèches et décidues.